# Henry Conover

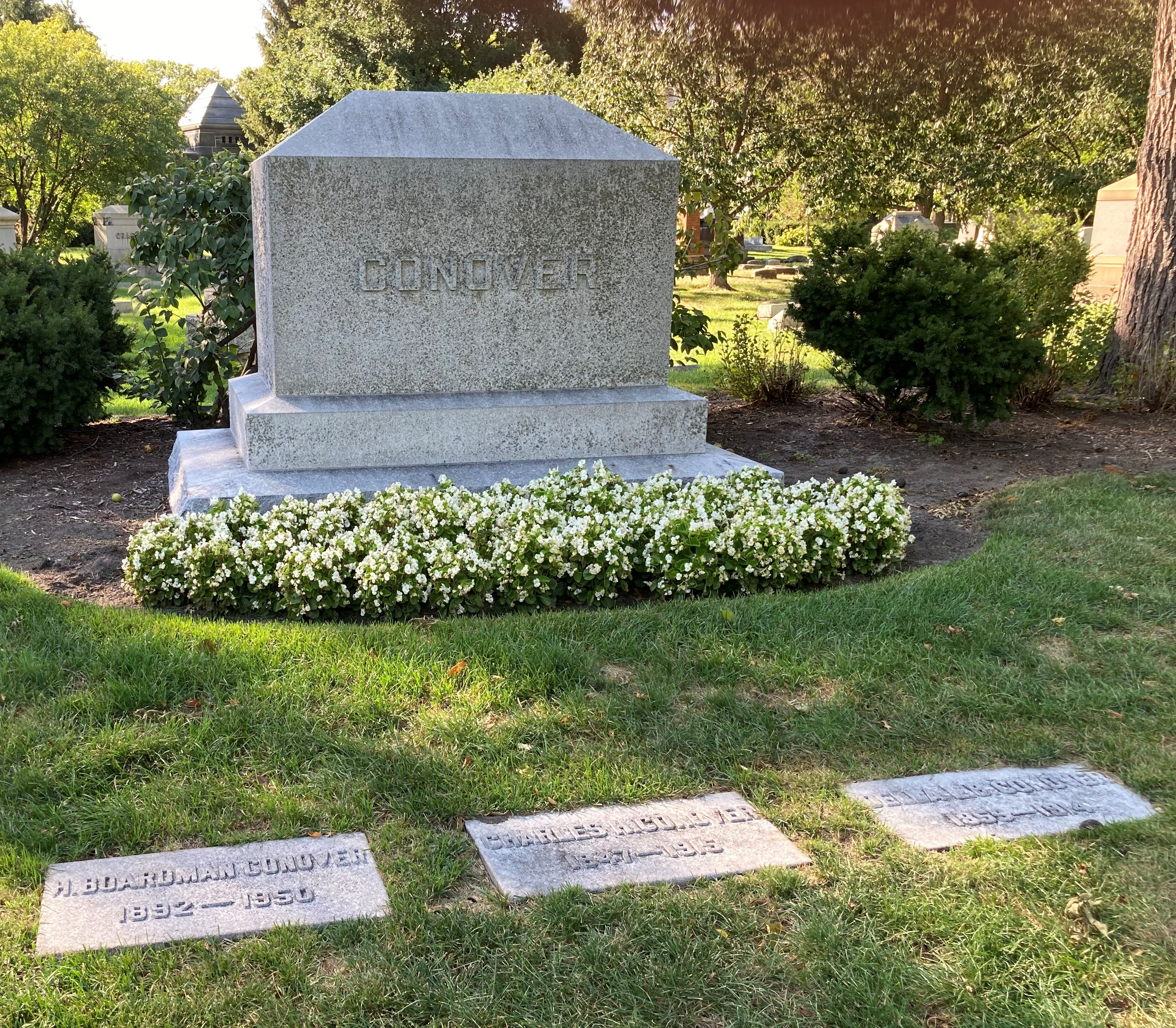
Tumba de Henry Boardman Conover (1892–1950) en el cementerio Graceland, Chicago.

Henry Boardman Conover (18 de enero de 1892-5 de mayo de 1950) fue un soldado, comerciante y ornitólogo estadounidense.
Conover nació en Chicago y estudió en la Escuela Científica Sheffield de Yale. Tenía interés en la historia natural desde una edad temprana. Viajó a Venezuela con Wilfred Hudson Osgood en un viaje de colecta de especies para el Museo Field de Historia Natural de Chicago en 1920. Recorrieron América del Sur en 1922, Chile y Argentina. En 1926 Conover viajó a África Oriental. 
Conover donó su colección de especímenes valiosos al Museo Field. Hizo un gran número de contribuciones a Carl Eduard Hellmayr en The Catalogue of Birds of the Americas.